# パーム・スプリングス (2020年の映画)
『パーム・スプリングス』（Palm Springs）は2020年に配信されたアメリカ合衆国のロマンティック・コメディ映画。マックス・バーバコウの映画監督デビュー作で、出演はアンディ・サムバーグとクリスティン・ミリオティなど。1組の男女が知人たちの結婚式の日を何度も繰り返す異常事態を描いたタイムループラブコメディである。

## ストーリー
2019年11月9日、カリフォルニア州パームスプリングス。ナイルズは恋人のミスティの隣で目を覚ます。その日、2人は知人のタラとエイブの結婚式に出席し、ナイルズは即興でスピーチを行う。そんなナイルズの姿を見て、花嫁の付添人、サラはホッとしていた。サラも結婚式のための準備を一切していなかった上に、二日酔いで頭が思うように働かなかったのである。結婚式の後、ナイルズはミスティが浮気していることを知る。傷心のナイルズはサラと一気に距離を縮め、そのまま性行為しようとする。盛り上がっている最中、ナイルズの肩に老人（ロイ）が放った矢が命中する。負傷したナイルズがふと周りを見渡すと、近くの洞窟から不気味な赤い光が発せられているのに気が付く。ナイルズはその光の方へと這って行く。サラは「ここで待っているように」とナイルズに言われたが、怪我を負ったナイルズを追って、洞窟に足を踏み入れる。そして、ナイルズとサラは謎の渦に呑み込まれていく。
ほどなくして、サラは意識を取り戻したが、そこは11月9日の朝であった。サラがナイルズを問い詰めたところ、「君は俺と同じタイムループに囚われてしまった。脱出のために思いつく限りの方法を試したが、どれも上手くいかない。しかも、何万回も11月9日を繰り返しているせいで、今が何回目なのかも分からなくなった」「ロイの爺さんをタイムループに引き込んだのも俺だ。あの爺さんは俺を恨んでいて、たまに復讐しにくるんだ」と言われる。サラはそれでも諦めることができず、いくつかの方法で脱出を試みたが、結局失敗に終わる。
サラは失敗を重ねるうちに脱出する意欲を失い、ナイルズと一緒にループを楽しむようになる。やがて、2人は惹かれ合うようになり、ある夜、遂に結ばれる。しかし、実はナイルズはこれまでのループの中で既にサラと何度も関係を持っていたことが明らかになり、それ以降、サラは意図的にナイルズの前に姿を現さなくなる。ナイルズは喪失感に囚われる。一方、サラはループから抜け出す方法を模索し、何度もループする中で量子力学を極める。そしてヤギを使った実験の末に遂にループを抜け出す方法を見つける。久しぶりにナイルズの前に姿を現したサラは見つけ出した方法でループを抜け出すとナイルズに告げる。しかしナイルズはループの中にある今の状況に十分に満足しており、このままサラとループの中にいたいと答える。その言葉をサラは無視して脱出を敢行すると宣言する。ナイルズは思い悩むが、サラとともに生きたいと思い直し、サラの前に駆けつけ、愛の告白をする。サラもまたナイルズを愛していると答える。こうして2人はサラの考え出した洞窟内での爆死による脱出に挑む。
これまでと同じ11月9日のようにナイルズとサラは他人の家のプールで寛いでいる。そこに家の持ち主が現れ、今日が11月10日であることが明らかになる。

## キャスト
※括弧内は日本語吹替
- ナイルズ: アンディ・サムバーグ（柳田淳一） - タイムループする男。
- サラ・ワイルダー: クリスティン・ミリオティ（今井麻夏） - タイムループする女。
- ロイ・シュリーフェン: J・K・シモンズ（立川三貴） - ナイルズを狙う男。
- タラ・アン・ワイルダー: カミラ・メンデス（田所あずさ） - 花嫁。サラの異母妹。
- エイブ・シュリーフェン: タイラー・ホークリン（山本兼平） - 花婿。タラの婚約者。
- ミスティ: メレディス・ハグナー（英語版）（大関英里） - ナイルズの恋人。タラの花嫁付添人。
- ダーラ: デイル・ディッキー - バーの女。
- トレヴァー: クリス・パン（英語版）（西野純一郎） - 結婚式の司会者。
- ハワード・ワイルダー: ピーター・ギャラガー（森田順平） - サラとタラの父。
- ナナ・シュリーフェン: ジューン・スキッブ（篠永百合） - エイブの祖母。
- ピア・ワイルダー: ジャクリーン・オブラドース（英語版）（竹内麻沙美） - サラの継母。タラの母。
- ジェリー: トンガイ・キリサ（英語版）（喜多田悠） - 花婿介添人。
- ランディ: コナー・オマリー（英語版）（中村大志） - 花婿介添人。
- デイジー: ジェナ・フリードマン（五十嵐夕夏） - バーテンダー。
- リヴァー: アイナ・セラーズ（上絛千尋） - ロイの娘。

## 製作
アンディ・シアラは本作の脚本の初稿をAFI在学中に書き上げていたが、その段階では、タイムループの要素は盛り込まれていなかった。実際に映画化に漕ぎつけられるよう、『恋はデジャ・ブ』よりも『リービング・ラスベガス』に似た作品として構想されていた。その後、シアラはテレビドラマ『ロッジ49』の脚本を手掛け高評価を得た。シアラはその成功で自信を付け、本作の脚本をより野心的な作品になるよう書き直した。
2018年11月8日、アンディ・サムバーグ主演で本作の映画化が進められており、ロケ地となるカリフォルニア州から250万ドルの税制優遇を受けられる見通しだと報じられた。2019年3月11日、クリスティン・ミリオティとJ・K・シモンズの起用が発表された。4月9日、カミラ・メンデスがキャスト入りした。2020年7月14日、本作のサウンドトラックが発売された。

## 公開・マーケティング
2020年1月26日、本作はサンダンス映画祭でプレミア上映された。28日、ネオンとHuluが本作の配給権を1750万ドル69セントで購入したとの報道があった。この数字はサンダンス映画祭に出品された映画の配給権売却価格としては過去最高のものであったが（前記録は『バース・オブ・ネイション』の1750万ドル）、後に正しい売却価格は2200万ドルであることが判明した。6月16日、本作のオフィシャル・トレイラーが公開された。なお、本作の配信後3日間の視聴者数はHulu史上過去最高のものとなった。

## 評価
本作は批評家から絶賛されている。映画批評集積サイトのRotten Tomatoesには118件のレビューがあり、批評家支持率は92%、平均点は10点満点で8.05点となっている。サイト側による批評家の見解の要約は「演出は確かなもので、演技も見事であり、設定も新鮮かつオリジナルなものである。それらのお陰で、『パーム・スプリングス』は誰もが夢中になれるロマコメに仕上がっている。」となっている。また、Metacriticには34件のレビューがあり、加重平均値は84/100となっている。